# Bernatowszczyzna
Bernatowszczyzna (biał. Бернатоўшчына; ros. Бернатовщина) – wieś na Białorusi, w obwodzie witebskim, w rejonie brasławskim, w sielsowiecie Druja.

## Historia
W czasach zaborów wieś leżała w granicach Imperium Rosyjskiego.
W latach 1921–1945 wieś leżała w Polsce, w województwie nowogródzkim (od 1926 w województwie wileńskim), w powiecie brasławskim, w gminie Słobódka.
Według Powszechnego Spisu Ludności z 1921 roku zamieszkiwało tu 67 osób, 62 były wyznania rzymskokatolickiego, 5 staroobrzędowego. Jednocześnie 62 mieszkańców zadeklarowało polską przynależność narodową, 5 litewską. Było tu 15 budynków mieszkalnych. W 1931 w 14 domach zamieszkiwały 74 osoby. 
Wierni należeli do parafii rzymskokatolickiej w Słobódce. Miejscowość podlegała pod Sąd Grodzki w Brasławiu i Okręgowy w Wilnie; właściwy urząd pocztowy mieścił się w Słobódce.